# Glenn Tryon
Glenn Tryon (2 de agosto de 1898 - 18 de abril de 1970) fue un cineasta estadounidense.

## Resumen biográfico
Nacido en Julietta, Idaho, trabajó en la era del cine mudo principalmente como actor, aunque también fue guionista, director y productor. 
En total actuó en 67 filmes entre 1923 y 1951.
Glenn Tryon falleció en 1970 en Orlando (Florida).

## Filmografía seleccionada
- Her Dangerous Path (1923)
- Mother's Joy (1923)
- Smithy (1924)
- Near Dublin (1924)
- The White Sheep (1924) (director: Hal Roach; versionada en 1927 por Harold Lloyd con el título de The Kid Brother)
- Say It with Babies (1926)
- The Cow's Kimona (1926)
- Along Came Auntie (1926)
- 45 Minutes from Hollywood (1926)
- Two-Time Mama (1927)
- Soledad (1928)
- Beauty for the Asking (1939)